# Якупов, Александр Николаевич
Алекса́ндр Никола́евич Яку́пов (р. 13 мая 1951, Светлогорск, Челябинская область, РСФСР, СССР) — советский и российский оперно-симфонический дирижёр, профессор, доктор искусствоведения (1995), заведующий кафедрой оперной подготовки и симфонического дирижирования, художественный руководитель оперного театра Российской государственной специализированной академии искусств, главный редактор журнала «Художественное образование и наука», Академик Российской академии художеств (2017),  Академик Российской академии образования (2021), Заслуженный деятель искусств РФ (1993).

## Биография
- 1951, 13 мая — родился в посёлке Светлогорск Агаповского района Челябинской области
- 1970 — окончил Магнитогорское музыкальное училище по классу баяна (ныне — консерватория)
- 1975 — окончил Уфимский государственный институт искусств (исполнительский факультет)
- 1974—2000 — работал в Магнитогорском музыкальном училище и Магнитогорской государственной консерватории
- 1983 — возглавил Магнитогорское музыкальное училище
- 1993 — удостоен звания «Заслуженный деятель искусств Российской Федерации»[1]
- 1995 — в диссертационном совете Московской государственной консерватории им. П. И. Чайковского минуя защиту кандидатской диссертации, защитил диссертацию с присуждением учёной степени доктора искусствоведения[2] по специальности 17.00.02 (музыкальное искусство).
- 1996 — основал Магнитогорскую государственную консерваторию и стал её первым ректором[3]
- 1996 — основал Магнитогорский театр оперы и балета, стал его первым художественным руководителем и главным дирижёром[4]
- 1997 — удостоен звания «Почётный гражданин Магнитогорска»[5]
- 2000 — переехал в г. Москву.
- 2000—2009 — художественный руководитель Оперного театра Московской государственной консерватории[6]
- 2002—2011— директор Центральной музыкальной школы при Московской государственной консерватории[7]
- В 2011 избран ректором Российской государственной специализированной академии искусств[8].
- Заведующий кафедрой оперной подготовки и оперно — симфонического дирижирования, Художественный руководитель оперного театра РГСАИ[9]
- С 1997 года — председатель объединённого диссертационного совета Магнитогорской государственной консерватории[10].
- С 2015 года — главный редактор научного журнала «Художественное образование и наука»[11].
- С 2011 по 2021 год — ректор Российской государственной специализированной академии искусств.

### Политическая позиция
В марте 2014 года поддержал аннексию Крыма, подписал письмо президенту России Владимиру Путину в поддержку аннексии.

## Музыкально-педагогическая и концертная деятельность

### Дирижёрские работы
- На сцене Магнитогорского театра оперы и балета
  - «Кармен» Ж. Бизе
  - «Пиковая дама» П. Чайковского
- На сцене Оперного театра Московской государственной консерватории
  - «Алеко» С. Рахманинова
  - «Богема» Дж. Пуччини
  - «Евгений Онегин» П. Чайковского
  - «Мавра» И. Стравинского
  - «Пиковая дама» П. Чайковского (в концертном исполнении)
  - «Снегурочка» Н. Римского-Корсакова
  - «Царская невеста» Н. Римского-Корсакова
- На сцене Оперного театра Российской государственной специализированной академии искусств
  - «Каменный гость» А. Даргомыжского
  - «Муж за дверью» Ж. Оффенбаха
  - «Иоланта» П. Чайковского
  - «Обручение в монастыре» С. Прокофьева

Многочисленные исполнения в России и за рубежом симфонических произведений В. А. Моцарта, Л. В. Бетховена, П. И. Чайковского, А. П. Бородина, Д. Д. Шостаковича, С. С. Прокофьева, Б. А. Чайковского, Р. С. Леденёва, Б. И. Тищенко, М. К. Гагнидзе, В. Д. Бибергана и многих других композиторов.

### Реализация творческих проектов
- Основал ряд международных конкурсов исполнителей на народных инструментах: «Уральская весна» (1978, 1980), «Кубок Урала» (1982 г.), конкурс молодых исполнителей им. В. В. Андреева (1988), всероссийский конкурс исполнителей на народных инструментах среди студентов музыкальных вузов, уникальный конкурс импровизаторов «ИМПРОВИЗ» (1985 г.)[13]
- Один из основателей и художественный руководитель Международного детского фестиваля «Моцарт и Чайковский» (2008 г.)[14]
- Один из основателей, художественный руководитель и главный дирижёр молодёжного Российско-Белорусского симфонического

оркестра
- Член жюри, неоднократный председатель жюри и член Попечительского совета Международного детского музыкального конкурса Ротари
- Председатель объединённого жюри международного конкурса «Музы мира»[16]

## Управленческая деятельность

### в Магнитогорске
- Организовал Магнитогорскую государственную консерваторию[17]
- Создал специальную школу при Магнитогорской государственной консерватории
- Основал детский сад для одаренных детей
- Создал Музей музыкальной культуры г. Магнитогорска
- Преобразовал Магнитогорское музыкальное училище в Магнитогорский музыкальный колледж
- Возродил работу магнитогорского городского телевидения
- Основал Магнитогорский театр оперы и балета[18]
- Один из основателей Магнитогорской государственной филармонии, основатель ряда творческих коллективов Магнитогорской филармонии (оркестров, камерных коллективов и др.)
- Осуществил строительство второго учебного и хозяйственного корпусов Магнитогорской консерватории, обеспечил консерваторию двумя зданиями общежития
- Открыл аспирантуру и докторантуру при МаГК
- Совместно с коллегой проф. Берлянчиком М. М. создал диссертационный совет Магнитогорской государственной консерватории
- Председатель Магнитогорского городского музыкального общества

### В Центральной музыкальной школе (ЦМШ) при Московской государственной консерватории им. П. И. Чайковского[19]
- Преобразовал ЦМШ в Колледж
- Осуществил реконструкцию исторического здания учебного корпуса ЦМШ и капитальный ремонт здания интерната ЦМШ
- Организовал Музей ЦМШ
- Создал единственный в России Центр концертной подготовки студентов
- Возродил симфонический оркестр ЦМШ и преобразовал его в концертный коллектив
- Одним из первых в России создал Концертный отдел в структуре музыкального учебного заведения
- Инициатор движения в защиту детей в творческих учебных заведениях России.

### В Российской государственной специализированной академии искусств (РГСАИ)[20]
- Обеспечил Академию зданием учебного корпуса (2015 г.)
- Обеспечил студентов Академии двумя зданиями общежитий[21]
- Создал загородный Дом Творчества «Сашино» в Солнечногорском районе (15 строений) (2017 г.)
- Реконструировал офортную, керамическую и скульптурную мастерские (2012 г.)
- Осуществил реновацию Студии звукозаписи (2012 г.)
- Создал отдел компьютерных технологий (2012 г.)
- Организовал при Академии первый в России инклюзивный оперный театр[22] (2013 г.)
- Основал журнал «Художественное образование и наука» (2015 г.) (включен в список ВАК)
- Основал Инклюзивный Дом Искусств /Щёлковский район 2020 г./

## Научная деятельность

### Монографии
- Музыкальное воспитание — всем! Об опыте организации массового музыкального воспитания в Магнитогорске. М.: Сов. композитор 1990. — 102 с. Прил. (л. схем)[24]
- Музыкальная коммуникация: вопросы теории и практики управления. Московская государственная консерватория им. П. И. Чайковского; [Кафедра истории современной отечественной музыкальной культуры], — М.: издательство МГК им. П. И. Чайковского, 1993. — 178 с.[25]
- Теоретические проблемы музыкальной коммуникации. Московская государственная консерватория им. П. И. Чайковского; [Кафедра истории современной отечественной музыкальной культуры],М.: издательство МГК им. П. И. Чайковского; Магнитогорск: издательство Магнитогорский государственный музыкально-педагогического института, 1994. — 288 [3] с. ил.[26]
- Печали и радости топ-менеджера в сфере искусства. М., издательский дом «Композитор», 2007. — 274 с. ISBN 5-85285-276-7[27]
- The Theory of Musical Communication. London: Cambridge Scholars Publishing, 2016. (10) ISBN 1-4438-9736-1 — (13) ISBN 978-1-4438-9736-5[28]
- Статистический анализ обеспечения культурных благ для инвалидов и лиц с ограниченными возможностями здоровья в Российской Федерации в 2015 году. М.: Издательский дом «Научная библиотека», 2017 — 363 с. в соавторстве с Благиревой Е. Н., Володиным А. А.
- Paradoxes of Management in Culture. Cambridge Scholars Publishing. 2020. ISBN 1-5275-4194-0 (10), ISBN (13): 978-5275-4194-8

## Награды и звания
- Орден Почёта (27 июня 2007 года) — за заслуги в области культуры и искусства, многолетнюю плодотворную деятельность[29].
- Орден Дружбы (27 июня 2017 года) — за заслуги в развитии отечественной культуры и искусства, средств массовой информации, многолетнюю плодотворную деятельность[30].
- Орден святого благоверного князя Даниила Московского III степени (Указ Патриарха Московского и Всея Руси Кирилла от 26 июня 2019 года) — За активную социальную деятельность, награда № 292
- Заслуженный деятель искусств Российской Федерации (20 августа 1993 года) — за заслуги в области музыкального искусства[31].
- Медаль Ордена «Славы и Чести» I степени (2016)
- Золотая медаль ВДНХ (1986)
- Благодарность Министра культуры Российской Федерации (28 октября 2003 года) — за большой вклад в развитие музыкального искусства и музыкальной педагогики на Южном Урале[32].
- Почётная грамота Московской городской думы (16 июля 2014 года) — за заслуги перед городским сообществом[33].
- Член-корреспондент Российской Академии образования (2016 г.)[34]
- доктор искусствоведения (1995)
- Профессор, Почетный профессор Саратовской и Магнитогорской консерваторий, Хейлунцзянского профессионального института искусств (Китай, г. Харбин)[35]
- Почётный гражданин Магнитогорска (1997)
- Академик Российской академии художеств (Отделение искусствознания 2017 г.)[36]
- Академик Российской академии образования (2021).